# Acroneuria internata
Acroneuria internata är en bäcksländeart som först beskrevs av Walker 1852.  Acroneuria internata ingår i släktet Acroneuria och familjen jättebäcksländor. Inga underarter finns listade i Catalogue of Life.

## Bildgalleri

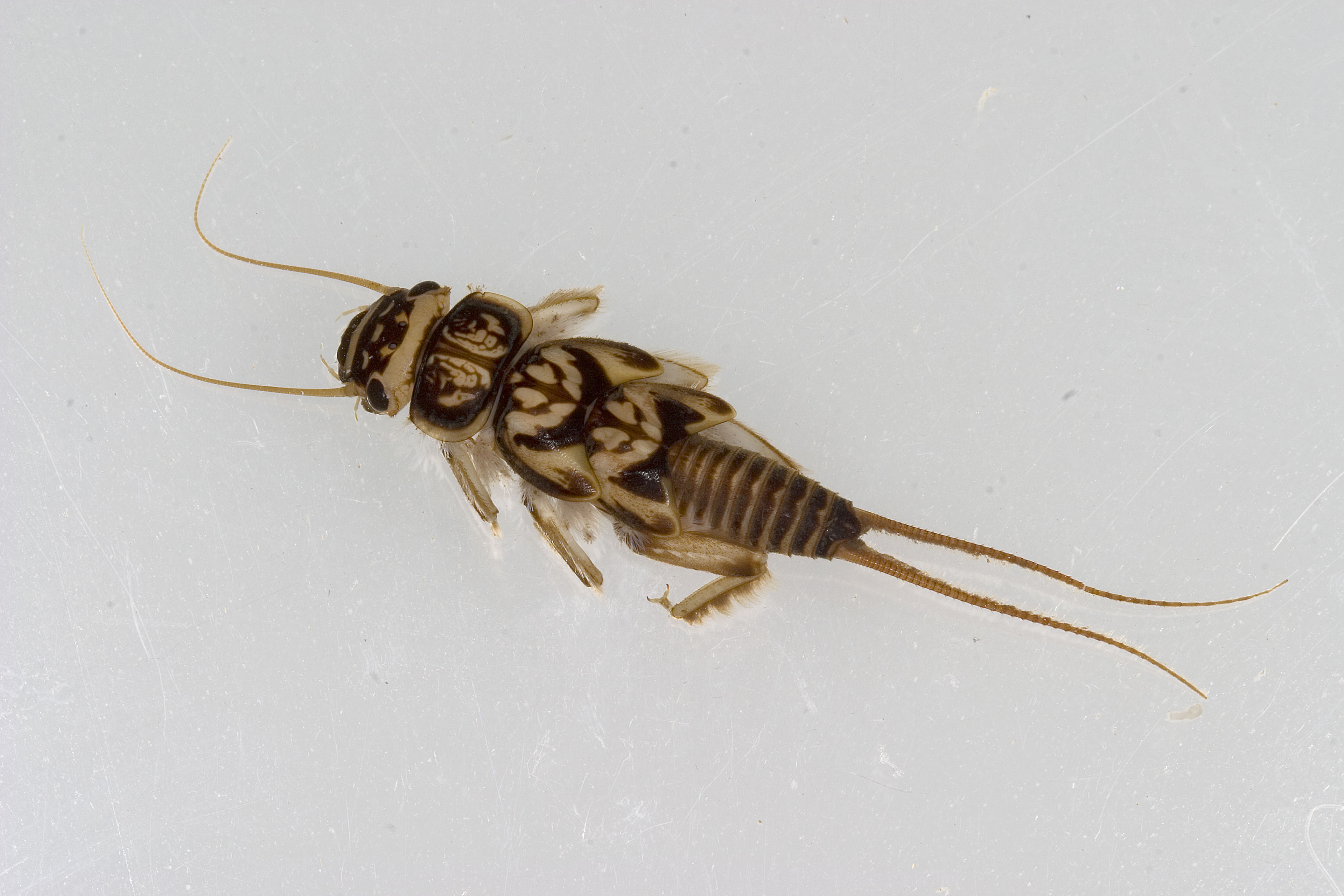